# Husmannův mlýn
Husmannův mlýn (Zámecký, Panský) v Tachově je vodní mlýn, který stojí v centru města severozápadně od zámku na řece Mže. Je chráněn jako nemovitá kulturní památka České republiky.

## Historie
Mlýn je zaznamenán roku 1645, kdy byl obnoven Janem Filipem Husmannem z Namedy, majitelem tachovského panství. Ve 2. polovině 19. století a ve 20. století prošel úpravami.
Rekonstruovaný objekt je využíván městským kulturním střediskem; je zde umístěno zázemí a zkušebny Tachovského dětského sboru.

## Popis
Přízemní zděná omítaná budova o 3 × 5 osách stojí na obdélném půdorysu. Její střecha je vysoká, sedlová. Brána při severovýchodním nároží je souběžná se severním průčelím; tvořená je dvěma hranolovými zděnými omítanými sloupky. V koruně zdiva brány jsou umístěné kamenné desky se segmentovým vytažením ukončeným koulí. Vrata má dvoukřídlá, laťková. Vpravo od brány v terénu je vsazen drobný mlýnský kámen.
Ve štítovém průčelí mlýna se nachází znak Jana Filipa Husmanna z Namedy a pod ním datace rok 1645.
Voda na vodní kolo vedla náhonem. Vodní kolo se dochovalo, v letech 2006–2007 bylo obnoveno.